# Mięsień śmiechowy
Mięsień śmiechowy (łac. musculus risorius) – w anatomii człowieka jeden z mięśni wyrazowych, należący do grupy mięśni otoczenia szpary ust. W swym rozwoju oddziela się on od mięśnia obniżacza kąta ust. Ma on swój początek na powięzi przyuszniczej i żwaczowej, skąd biegnie poprzecznie kierując się do kąta ust, gdzie kończy się w węźle mięśniowym kąta ust. Pociąga on kąt ust w kierunku poprzecznym, tworząc tzw. dołek śmiechowy. Natomiast wraz z mięśniem jarzmowym większym wywołuje na twarzy uśmiech. Mięsień leży powierzchownie tuż pod skórą na powięzi przyuszniczej i żwaczowej i na mięśniu policzkowym. Unerwiony przez włókna policzkowe nerwu twarzowego.